# Ashikaga Yoshimasa
Ashikaga Yoshimasa (tiếng Nhật: 足利 義政, Túc Lợi Nghĩa Chính; 20 tháng 1 năm 1436 — 27 tháng 1 năm 1490) là shogun thứ 8 của Mạc phủ Ashikaga ở Nhật Bản, nắm quyền từ năm 1449 đến năm 1473.